# Barbara (Tretjak)
Barbara, imię świeckie Aleksandra Iljiniczna Tretjak (ur. 4 marca 1947 w Dremajłowce) – rosyjska mniszka prawosławna, przełożona Monasteru Tołgskiego od czasu jego reaktywowania w 1988.

## Życiorys
Uzyskała średnie wykształcenie, w wieku osiemnastu lat podjęła pracę w fabryce włókna syntetycznego w Kijowie. Jak sama podała we wspomnieniach, jej rodzina była głęboko wierząca. W dzieciństwie spotykała się ze schiarchimandrytą Nikiforem, uczniem św. Laurentego Czernihowskiego i z jego błogosławieństwa, będąc uczennicą szkoły podstawowej, zaczęła śpiewać i czytać w cerkwi. Do monasterów wstąpiła jej siostra, w 2014 przełożona Monasteru Jeleckiego w Czernihowie z imieniem Nektaria, oraz brat, archimandryta Teodozjusz.
Życie zakonne rozpoczęła osiem lat później, wstępując jako posłusznica do monasteru Opieki Matki Bożej w Kijowie. W klasztorze była regentką chóru cerkiewnego. Ukończyła również kursy przygotowujące do zawodu pielęgniarki dziecięcej. 19 grudnia 1975 złożyła wieczyste śluby mnisze, przyjmując imię zakonne Barbara i wyjechała do Monasteru Gornieńskiego w En Kerem, gdzie żyła przez kolejne siedem lat. Następnie wróciła do macierzystego monasteru w Kijowie, podejmując równocześnie naukę na wydziale dyrygentury cerkiewnej w seminarium duchownym w Moskwie. W 1988 została wyznaczona na dziekankę Monasteru Tołgskiego, który w tym samym roku został zwrócony Rosyjskiemu Kościołowi Prawosławnemu po dziesięcioleciach od zamknięcia. Była zarazem jedyną mniszką we wspólnocie – towarzyszyły jej wyłącznie posłusznice, które nie miały żadnych doświadczeń w życiu zakonnym. W tym samym roku otrzymała prawo noszenia krzyża z ozdobami, a następnie została mianowana przełożoną reaktywowanej wspólnoty z godnością ihumeni.
Kierowała odbudową zniszczonego Monasteru Tołgskiego, restauracją jego świątyń i tworzeniem w nim nowej żeńskiej wspólnoty mniszej (przed likwidacją był to klasztor męski), która była zarazem pierwszym nowo otwartym żeńskim monasterem w Rosji po 1917. Otworzyła przy monasterze dom dziecka i gospodarstwo. Za swoją działalność na rzecz Cerkwi była wielokrotnie nagradzana odznaczeniami cerkiewnymi: orderem św. Olgi II stopnia (1994) i III stopnia (2002), drugim krzyżem z ozdobami (1997), orderem św. Sergiusza z Radoneża III stopnia (2007) i I stopnia (2012), medalem św. Eufrozyny Połockiej (2010), Złotym Medalem Apostoła Bartłomieja (2012), orderem św. Eufrozyny Moskiewskiej (2014). Otrzymała również odznaczenia świeckie: Order Przyjaźni (2000), Złoty Medal Rosyjskiego Funduszu na rzecz Pokoju (2003), Order Honoru (2010), medal „Za pracę na rzecz ziemi jarosławskiej” II stopnia (2012).